# Эхинопсис Максимилиана
Эхинопсис Максимилиана (лат. Echinopsis maximiliana) — кактус из рода Эхинопсис.

## Описание
Стебель тёмно-зелёный, чуть удлинённый. Имеет 16-18 зазубренных рёбер, обычно с острыми краями.
Колючки соломенного или палевого цвета с коричневыми кончиками, длинные колючки коричневые.
Цветки до 4 см в диаметре, внутри жёлто-оранжевые, ближе к окончаниям лепестков оранжево-красные, на цветочной трубке длиной до 7 см.

## Распространение
Эндемик Боливии и Перу, встречается в горах до высоты 4600 м над уровнем моря.

## Синонимы
| - Lobivia maximiliana - Lobivia caespitosa - Lobivia corbula - Lobivia hermanniana - Lobivia westii - Lobivia charazanensis | - Lobivia cariquinensis - Lobivia pseudocariquinensis - Lobivia miniatiflora - Lobivia cruciaureispina - Lobivia sicuaniensis - Lobivia intermedia |